# Ugyops kinbergi
Ugyops kinbergi är en insektsart som beskrevs av Stsl 1859. Ugyops kinbergi ingår i släktet Ugyops och familjen sporrstritar. Inga underarter finns listade i Catalogue of Life.